# A株
A株（エーかぶ、英: A share、中: A股）とは、正式には人民币普通股票といい、中華人民共和国の上海証券取引所と深圳証券取引所に上場している中国企業の株式のうち人民元建てで取引されている銘柄のこと。外貨建てで取引されている銘柄をB株という。中国には資本の移動の自由がないため、中国大陸外からのA株の取引は制限されている。

## 概要
上海証券取引所に上場しているA株は上海A株、深圳証券取引所に上場しているA株は深圳A株と通称されている。上海・深圳とも取引通貨は人民元である。海外投資家向けの株式はB株として区別されているが、双方に権利の違いはなく、B株を発行する企業の多くはA株も上場している。
A株はもともと中国本土の国内投資家専用であったが、2002年に適格外国機関投資家制度が導入され、海外機関投資家による限定的な投資が認められている。また、2014年11月17日より香港証券取引所経由で上海A株を売買できる滬港通（上海・香港ストック・コネクト）、2016年12月5日には深圳A株を売買できる深港通（深圳・香港ストック・コネクト）が開始された。
2010年3月末現在、A株市場に上場する企業数は上海・深圳とも800を超えており、深圳A株は1日の売買代金で、上海A株は1日の売買代金と株式時価総額で香港証券取引所を上回る規模となっている。

## 株価指数
上海証券取引所または深圳証券取引所に上場するA株の中から時価総額と流動性の高さを考慮して選ばれた300銘柄からCSI300指数が算出されている。これは中国本土市場全体の株価変動を反映する代表的な指数である。この指数に連動することを目的としたETFも組成されており、香港証券取引所や東京証券取引所やニューヨーク証券取引所にも上場されている。
同様の50銘柄の物としてFTSE中国A50指数がある。